# العلاقات الإيرانية المغربية
ظل المغرب في دائرة الاهتمام المتزايد للسياسة الخارجية الإيرانية بمنطقة المغرب العربي عموما، وقد مرت العلاقة بين الدولتين بمراحل بدءا من التوافق السياسي زمن شاه إيران محمد رضا بهلوي والملك المغربي الحسن الثاني، إلى القطيعة بعد الثورة الإسلامية في إيران عام 1979، لتتلوها مرحلة انفتاح سياسي في تسعينيات القرن الماضي والعقد الأول من القرن الحالي والتي أثمرت حضورا دبلوماسيا وثقافيا إيرانيا ومغربيا نشيطا في كلا البلدين. مؤخرا، أدى التوتر بين البلدين إلى قطع العلاقات الدبلوماسية يوم 11 مارس 2009 من طرف المغرب لتظل السفارتين مغلقتين إلى اليوم.

## تاريخ

### قبل ثورة إيران
تميزت العلاقة بين المغرب وإيران قبل انتصار الثورة الإسلامية في إيران بنوع من التوافق السياسي بما يعنيه من تمثيل دبلوماسي ارتقى لحدود التنسيق مع المخابرات الإيرانية (السافاك) أحيانا، مع استحضار البعد الشخصي في العلاقة بين الملك الراحل الحسن الثاني وشاه إيران.

### بعد ثورة إيران
دخلت الدولتان مرحلة القطيعة بعد قيام الثورة في إيران وسقوط نظام الشاه، واتخذ خلالها المغرب موقفا مناقضا للنظام الجديد هناك، ثم انقطعت العلاقة بين البلدين عام 1981 نتيجة إعلان المغرب منح حق اللجوء السياسي للشاه.
يضاف إلى ذلك موقف الثوار الإيرانيين من قضية الصحراء الداعم لاستقلال الصحراء الغربية ليزيد من عمق الهوة بين الدولتين.
وأثناء الحرب العراقية الإيرانية أبدى الملك الحسن الثاني في مؤتمر القمة العربية الثاني عشر المنعقد بفاس في المغرب عام 1982 استعداده، إلى جانب باقي الدول العربية، تنفيذ التزاماته نحو العراق بموجب معاهدة الدفاع المشترك العربية في حالة استمرار إيران في الحرب.

### التسعينيات
عاد التمثيل الدبلوماسي الإيراني إلى المغرب حيث افتتحت السفارة الإيرانية في الرباط عام 1991. دخلت علاقة الدولتين مرحلة من الانفراج السياسي بتغير في مواقف إيرانية سابقة خاصة فيما يتعلق بقضية الصحراء، حيث سحبت إيران اعترافها بالجمهورية الصحراوية سنة 1991 وتدعم حاليا تسوية هذا الملف من خلال قرارات الأمم المتحدة، يُقر المغرب بحق إيران في استعمال الطاقة النووية في الأغراض السلمية.
وأدّت مرحلة الانفتاح الجديد في عهد الرئيسين الإيرانيين محمد خاتمي ومحمود أحمدي نجاد نشاطا دبلوماسيا إيرانيا متزايدا على المستوى السياسي والفكري في المغرب، وقد أثار الحضور الإيراني بعض الجدل في السنوات الأخيرة من التقارب في بعض المنابر الإعلامية التي تحاول ربط ملف التشيع في المغرب بالدعم والدور الإيراني. وقد صرح وزير الأوقاف المغربي آنذاك أحمد توفيق بأن الدولة لا تجهل الوجود الشيعي في المغرب.
وأشار بعض المهتمين بالشأن الشيعي في المغرب ضمن تلك المنابر إلى مظاهر التأثر بالخط العقدي والسياسي الإيراني لبعض مكونات الحركة الإسلامية مثل جماعة العدل والإحسان أو بعض من كانوا ينتمون إلى حركة البديل الحضاري.

### أزمة البحرين
تصاعد الخلاف الدبلوماسي المغربي ـ الإيراني يوم 6 مارس 2009 بإعلان الرباط قطع علاقاتها مع إيران بعد التراشق الأخير بين البلدين على خلفية موقف المغرب المتضامن مع البحرين بعد تصريحات مسؤولين إيرانيين عن أنها المحافظة الـ 14. واتهمت الرباط سفارة إيران بالنشاط الدعوي للتشييع في المغرب والدعم اللامعلن لإنفصاليي البولساريو.

## قطع العلاقات 2018
بتاريخ 1 مايو 2018 قامت السلطات المغربية بقطع علاقاتها مع إيران بسبب اتهامات تفيد تسهيل عمليات إرسال الأسلحة والدعم العسكري من جانب طهران لجبهة "البوليساريو"، التي تسعى لاستقلال الصحراء المغربية. وهو ما نفته وكذبته الخارجية الإيرانية الأربعاء 2 ماي 2018 عبر بيان لها معربة عن أسفها لقطع العلاقات الدبلوماسية. في حين دعمت قرار المملكة عدد من الدول الخليجية.